# Cetatea dacică de la Arpașu de Sus
Este o fortificație dacică situată pe teritoriul României.